# Osívka
Osívka (Erophila) je drobná, efemérní bylina kvetoucí nejčastěji velmi brzy z jara drobnými bílými kvítky. Rostliny tohoto rodu, náležejícího do čeledě brukvovitých, pocházejí z Evropy, Střední Asie, západní Asie a severní Afriky, později byly zavlečeny do Severní i Jižní Ameriky a také na Nový Zéland.
Je to rostlina jen velmi málo schopná konkurovat vzrůstnějším rostlinám, proto roste převážně na místech málo úrodných, suchých nebo jinak pro běžné rostliny nevhodných. Má krátkou vegetační dobu, za kterou je schopná vyklíčit, vykvést i vytvořit semena pro příští pokolení.

## Popis
Nízká roční nebo ozimá rostlina s tenkým, rozvětveným, jen nehlubokým kořínkem. Z úžlabí přízemních listů vyrůstá jedna až sedm bezlistých chlupatých lodyh. Listy, vesměs chlupaté, mají čepele kopinaté nebo úzce vejčité a celokrajné nebo s několika hrubými zuby.
U vrcholu lodyhy na stopkách vyrůstají drobné, pravidelné, čtyřčetné květy vytvářející květenství hrozen, jehož mírně zprohýbané vřeteno se v době zrání plodů prodlužuje. Vejčité kališní lístky jsou zelené barvy a po okrajích mají bílé nebo růžové blanité olemování, bývají řídce chlupaté a konce mají tupé až okrouhlé. Obvejčité korunní lístky bílé barvy jsou hluboce dvoudílné a vždy delší než kališní lístky. Šest tyčinek rostoucích ve dvou kruzích je zakončeno žlutými prašníky, čtyři venkovní tyčinky mají po straně nektaria. Pestík je tvořen vejčitým semeníkem, tlustou čnělkou a okrouhlou bliznou.
Květy jsou převážně autogamní, k samosprašení dochází mnohdy ještě před otevřením květů. Plod je mírně zploštělá šešulka obsahující 10 až 60 semen, pomocí kterých se osívka výhradně rozmnožuje.

## Taxonomie
Rostliny jsou značně variabilní, morfologicky a i v rámci karyotypu. Hodnota jednotlivých poznaných taxonů ještě není pevně stanovena, je uváděno pět až deset druhů a rozmanitý počet poddruhů. V současnosti jsou mezi rostlinami vyrůstajícími na území ČR rozeznávány dva morfologické typy hodnocené na úrovni druhů, vzájemně se odlišující převážně tvarem šešulek a ochlupením listů:
- osívka jarní (Erophila verna) (L.) DC.
- osívka kulatoplodá (Erophila spathulata) Láng[1][2][5]